# DB 225 sorozat
A DB 225 sorozat egy német dízel-hidraulikus erőátvitelű dízelmozdony-sorozat. Összesen 74 darab készült belőle a Deutsche Bahn részére. A mozdonyok négytengelyesek, maximális sebességük 140 km/h.

## Történetük
A DB 225-ös sorozat nem egy új sorozat, hanem a már meglévő DB 215 sorozat és a DB 218 sorozat átépítésével készült. Ezeket a mozdonyokat csak teherszállításhoz használják, így kiszereltek belőlük mindent, ami a személyszállításhoz szükséges. A mozdonyok telephelye Lipcsében van.